# あさみのうたIV
『あさみのうたIV』（あさみのうたよん）は、2008年10月22日に発売されたあさみちゆきの4枚目のアルバム。

## 収録曲
1. 恋々日記
作詞：阿久悠／作曲：杉本眞人／編曲：宮崎慎二
2. ひとり暮し（阿久悠「書き下ろし歌謡曲」より）
作詞：阿久悠／作曲：宇崎竜童／編曲：矢野立美
3. 濡れた瞳（阿久悠「書き下ろし歌謡曲」より）
作詞：阿久悠／作曲：杉本眞人／編曲：川村栄二
4. 人間って何だろう?
作詞：岡田冨美子／作曲：杉本眞人／編曲：矢野立美
※原曲歌唱：左とん平
5. 鮨屋で…
作詞：井上千穂／作曲：杉本眞人／編曲：宮崎慎二
6. あさがお
作詞：高田ひろお／作曲：網倉一也／編曲：宮崎慎二
7. 紅い花
作詞：松原史郎／作曲：杉本眞人／編曲：宮崎慎二
※原曲歌唱：ちあきなおみ
8. 萬年橋から清洲橋
作詞：さくらちさと／作曲：網倉一也／編曲：宮崎慎二
9. 愛を信じたい
作詞：秋元康／作曲：中崎英也／編曲：川村栄二
※原曲歌唱：八代亜紀
10. 情島物語
作詞：星野哲郎／作曲：網倉一也／編曲：宮崎慎二